# 圣尼济耶勒代塞尔
圣尼济耶勒代塞尔（法語：Saint-Nizier-le-Désert，法語發音：[sɛ̃ nizje lə dezɛʁ]）是法国东部安省的一个市镇，属于布雷斯地区布尔格区。

## 地理
圣尼济耶勒代塞尔（46°3'21"N, 5°8'54"E）面积24.96 平方千米，位于法国奥弗涅-罗讷-阿尔卑斯大区安省，该省份为法国东部省份，北起汝拉省，西北接索恩-卢瓦尔省，西接罗讷省和里昂大都会，南至伊泽尔省，东与萨瓦省、上萨瓦省和瑞士接壤。
与圣尼济耶勒代塞尔接壤的市镇（或旧市镇、城区）包括：沙拉蒙、沙特奈、韦勒河畔栋皮埃尔、朗镇、马尔略、勒普朗泰、圣保罗德瓦拉克斯。
圣尼济耶勒代塞尔的时区为UTC+01:00、UTC+02:00（夏令时）。

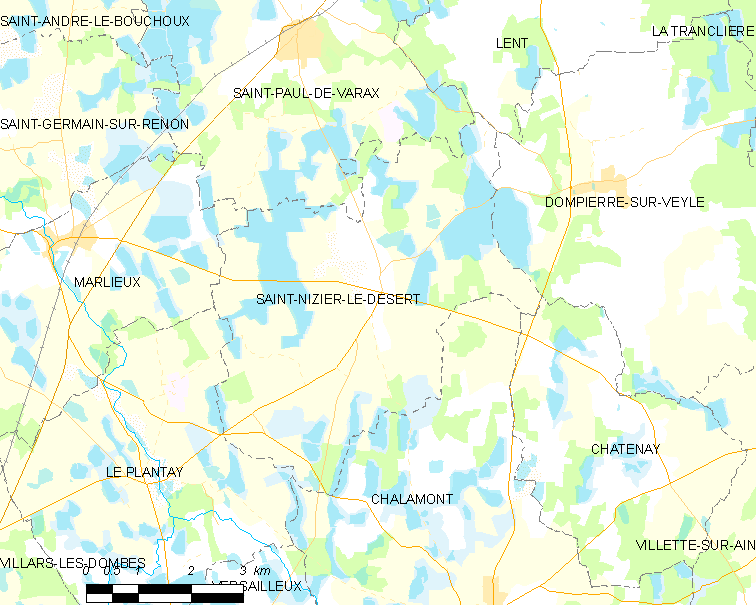
圣尼济耶勒代塞尔的OSM定位图

## 行政
圣尼济耶勒代塞尔的邮政编码为01320，INSEE市镇编码为01381。

## 政治
圣尼济耶勒代塞尔所属的省级选区为塞泽里亚县。

## 人口

1962-2008年间圣尼济耶勒代塞尔人口变化图示

圣尼济耶勒代塞尔于2022年1月1日时的人口数量为922人。